# Парламентские выборы в Намибии (1989)
Парламентские выборы 1989 года проходили в Намибии с 7 по 11 ноября. На нём избирались члены Национальной ассамблеи Намибии .

## Проведение выборов
Предпосылкой выборов стал договор между Анголой, Кубой и ЮАР, благодаря которому была утверждена независимость Намибии. В рамках резолюции ООН 435 от Совета Безопасности ООН в 1989 году, выборы были проведены до того, как Намибия стала независимым государством, а избранный парламент также стал конституционным собранием. На выборы явились 97 % избирателей (проголосовало 680 788 человек из 701 483 зарегистрированных).

## Результаты голосования
| Партия                                                       | Голосов | %     | Места |
| ------------------------------------------------------------ | ------- | ----- | ----- |
| Организация народов Юго-Западной Африки                      | 384 567 | 57,33 | 41    |
| Демократический альянс Турнхалле                             | 191 532 | 28,55 | 21    |
| Объединенный демократический фронт                           | 37 874  | 5,65  | 4     |
| Национальная христианская партия                             | 23 728  | 4,10  | 3     |
| Национальный патриотический фронт                            | 10 693  | 1,59  | 1     |
| Федеральный конгресс Намибии                                 | 10 452  | 1,56  | 1     |
| Национальный фронт Намибии                                   | 5 344   | 0,80  | 1     |
| Демократы SWAPO                                              | 3 161   | 0,47  | 0     |
| Христианско-демократическая партия социальной справедливости | 2 495   | 0,37  | 0     |
| Национальная демократическая партия Намибии                  | 984     | 0,15  | 0     |
| Не засчитанные голоса                                        | 9 958   | -     | -     |
| Всего                                                        | 680 788 | 100   | 72    |